# حوزه انتخابیه نهم نیویورک
حوزه انتخابیه نهم نیویورک یک حوزه انتخابیه مجلس نمایندگان آمریکا است که در ایالت نیویورک قرار دارد.